# Apistogramma hongsloi
Apistogramma hongsloi là một loài cá nước ngọt nhiệt đới thuộc chi Apistogramma trong họ Cá hoàng đế. Loài này được mô tả lần đầu tiên vào năm 1979.

## Phân bố và môi trường sống
A. hongsloi được tìm thấy ở lưu vực sông Orinoco thuộc quốc gia Venezuela và hệ thống sông Vichada và sông Meta thuộc quốc gia Colombia. Chúng thường sống trong các dòng suối nhỏ chảy chậm, có nhiều ánh sáng mặt trời, có độ pH trong khoảng 5,5 - 7,0 và nhiệt độ nằm trong khoảng từ 23 - 30 °C.

## Mô tả
A. hongsloi là một loài cá nhỏ, với chiều dài ở cá thể trưởng thành là khoảng 3,4 – 5 cm; cá đực có kích thước nhỉnh hơn và có màu sáng hơn so với cá mái. Ở trạng thái hoang dã, A. hongsloi có màu vàng nâu sẫm vào mùa khô, nhưng vào mùa mưa, màu sắc của chúng trở nên sáng hơn, kể cả vết màu đỏ ở cuống đuôi.
Cá mái thường đẻ trứng trong các khe hở. Những quả trứng được đính vào trần hang hoặc bên dưới lá mục. Cá mái và cá đực đều ở lại hang và cùng nhau nuôi con. Sau 5 ngày, cá bột sẽ có hình thù rõ ràng. Ở tuần thứ 7, cá con tách khỏi bố mẹ và trở nên độc lập.
Thức ăn chủ yếu của A. hongsloi là các ấu trùng giun và động vật tầng đáy. A. hongsloi thường được nuôi làm cảnh trong các bể cá.

## Hình ảnh

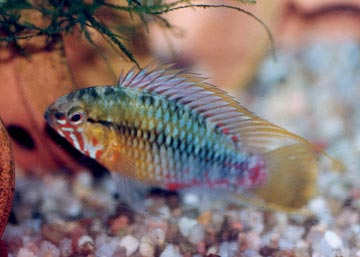
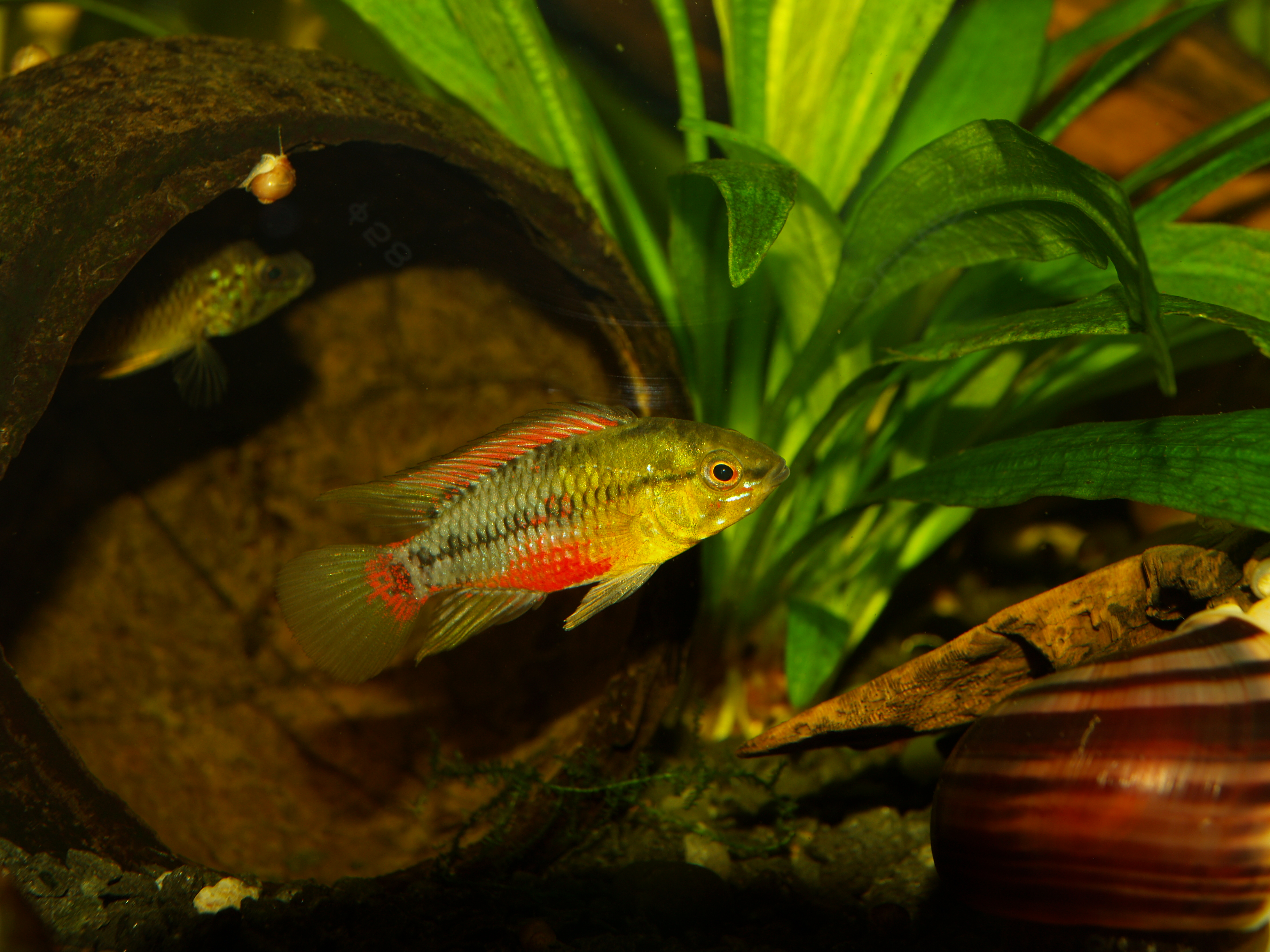
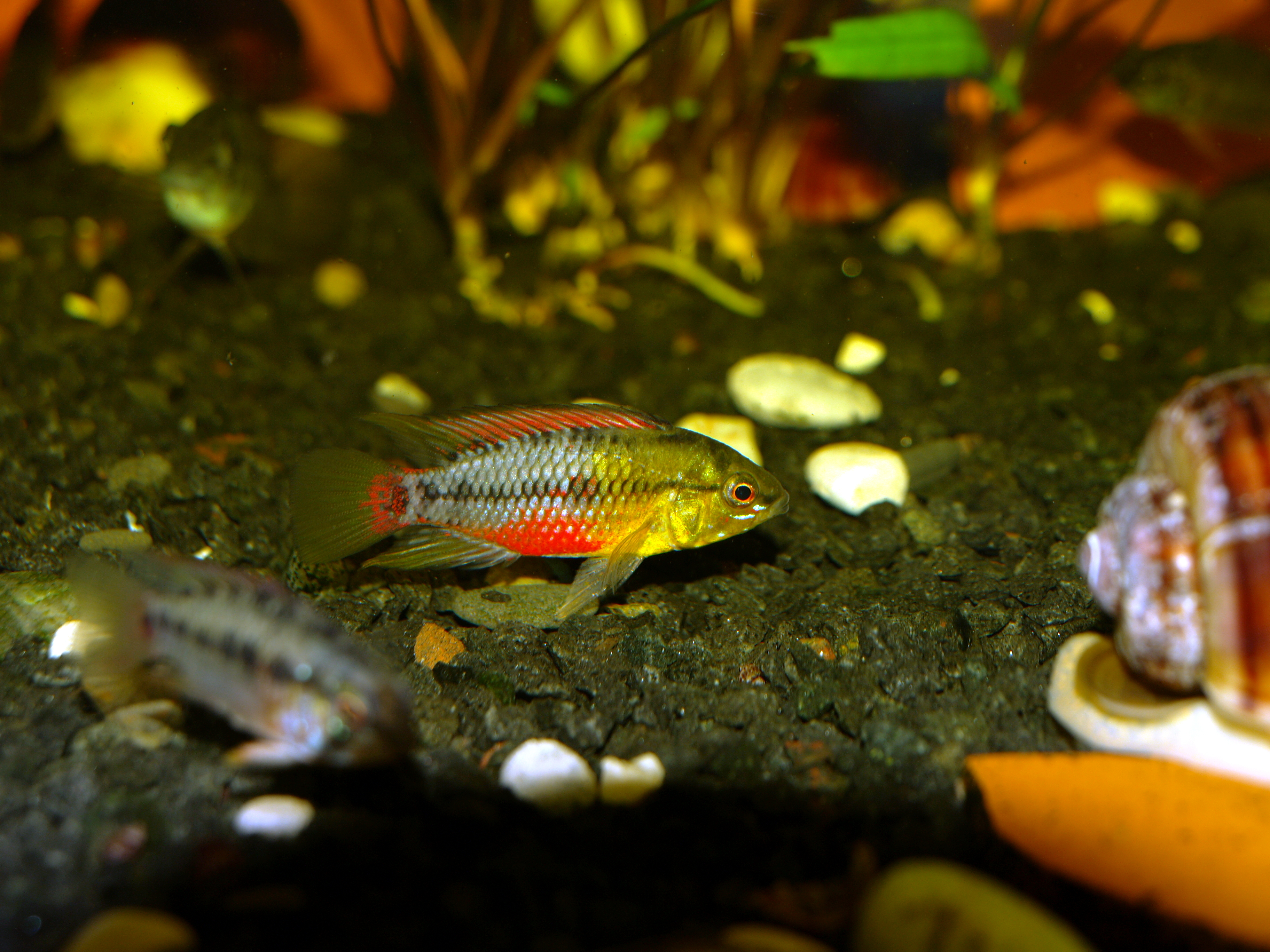